# Герб Волинського воєводства
Герб Волинського воєводства (пол. Herb województwa wołyńskiego) — офіційний символ Волинського воєводства Великого князівства Литовського та Речі Посполитої.
Волинське воєводство утворено у 1566 році у складі Великого князівства Литовського, але у 1569 році включено до складу Королівства Польського (Малопольська провінція). Існувало до ліквідації у 1795 році.

## Офіційний герб
Річпосполитський герб Волинського воєводства вперше згаданий у привілеї про відновлення Волинської землі у Королівстві Польському у 1569 році — у пункті 10 було зазначено, щоб при стародавньому знаку (срібний хрест у червоному полі) зображується білий орел — герб Королівства Польського. Проте у праці польського історика Бартоша Папроцького «Гніздо чесноти…» (1578) герб Волинського воєводства зображено без орла. Постановою Сейму від 18 квітня 1589 року, що стосувалося «Трибуналів Волинського та Брацлавського воєводств», встановлювалися також новий герб та гербова печатка для Волинського воєводства із зображенням хреста, а поверх нього — орла (пол. To jest, z Województwa Wołyńskiego Herbowe piecząci krzyż, a na krzyżu orzeł). Однак на печатках воєводства та його повітів розташування хреста та орла було довгий час найрізноманітнішим.
Те, що орел має бути на червоному щитку, уточнено пізніше. Загалом можна говорити, що новий герб затверджений у 1589 році і це був: червоний щит зі срібним хрестом, у центрі якого польський щиток, це символізувало перехід Волині зі складу Великого князівства Литовського до складу Польської Корони.

## Історія
Зображення хреста як символу правителів Волині присутні на монетах волинського князя Любарта, останнього правителя Галицько-Волинського князівства (1340—1383) та його сина Федора (1384—1387). На зворотному боці таких монет фігурує лев Галицької Русі.
Раніше вважалося, що найдавніші зображення герба Волині у вигляді хреста зустрічаються на великих печатках великого князя Литовського та російського Вітовта 1404 та 1407 років. Там представлені герб Великого князівства Литовського — Погоня, Трокський — піхотинець, Смоленський — ведмідь, і навіть хрест. У той час Русь була складовою Великого князівства Литовського та Руського і другою за значенням землею після Литви. Однак у Гербовнику Лінцениха (1430-ті) даний герб підписаний як «новгородський» (nowengrote) і символізував землі Великого Новгорода, на які Вітовт претендував і де в 1389-92, 1407-08 та 1414-12 роках був намісником Лугвен.
У деяких німецьких гербовниках Волині приписували литовську гонитву — на червоному щиті білий лицар на білому коні; у руці лицар тримає чорний щит із білим хрестом.
Після включення воєводства до складу Польської Корони було ухвалено рішення додати на герб польського коронного орла. Але точного опису було. У 1589 році було зазначено, що орел повинен розташовуватися в центрі хреста. У деяких джерелах зазначено, що білий одноголовий орел без корони розташований на білому щитку. Але на практиці орел рідко зображувався на гербі і на Волині надалі частіше використовувався герб у вигляді хреста геральдичного.

У 1672 року у Посольському приказі Московського царства розроблено «Велика государева книга, чи Корінь російських государів» («Титулярник») царя Олексія Михайловича, де також зображений «герб Волинський»: білий хрест на червоному щиті.

Геральдичний хрест до 1569 р.
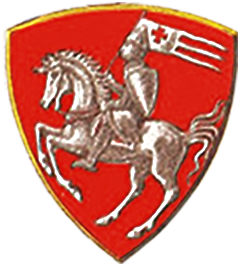
Герб Волинського князівства, 1313 нар. Рисунок 1885р.
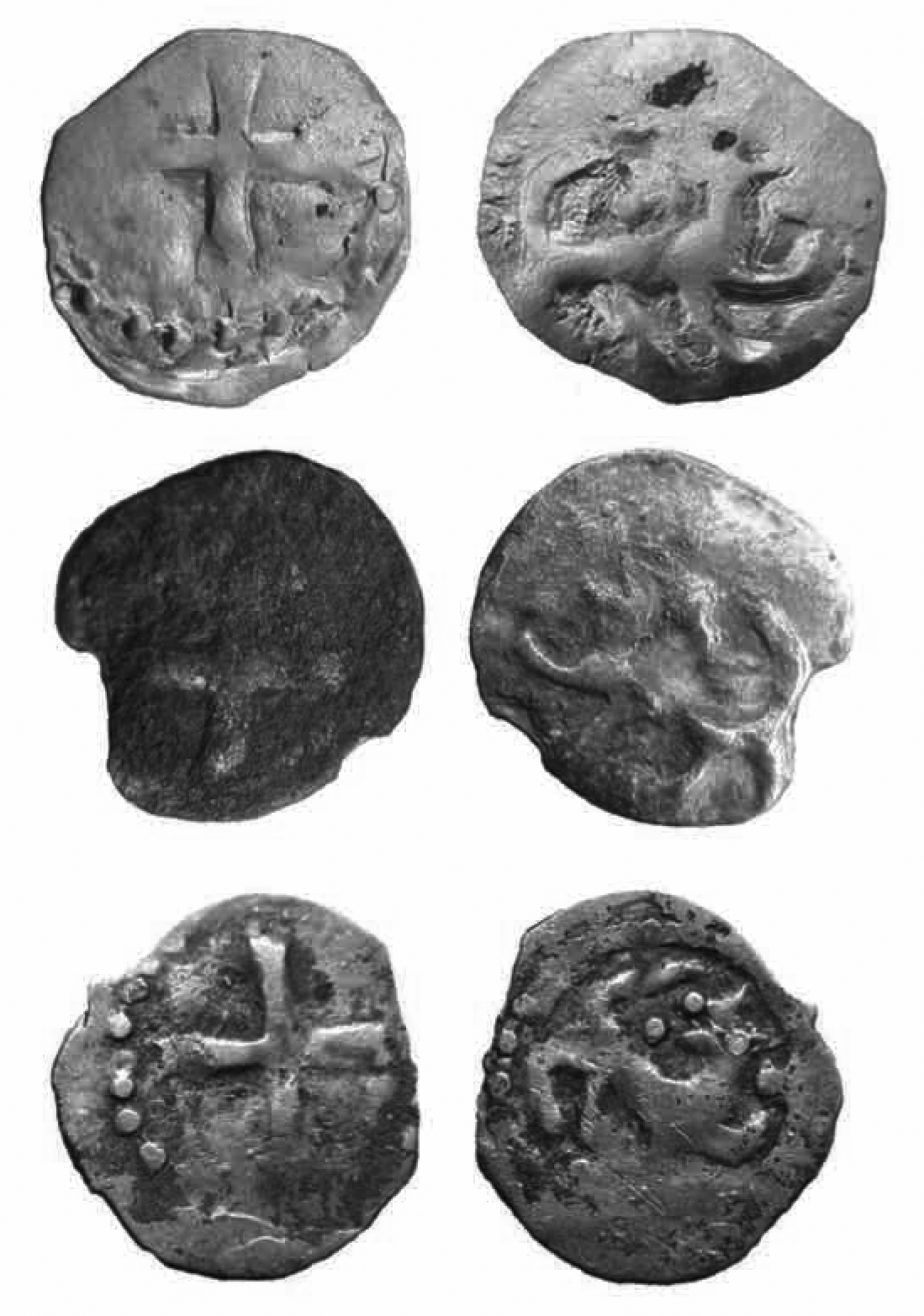
Монети Любарта та Федора Гедиміновичів, 1340-1393
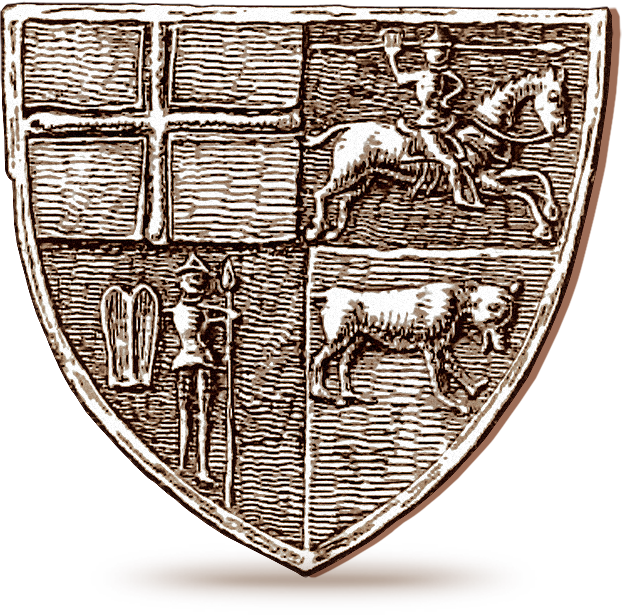
Геральдичний хрест Вітовта, 1404
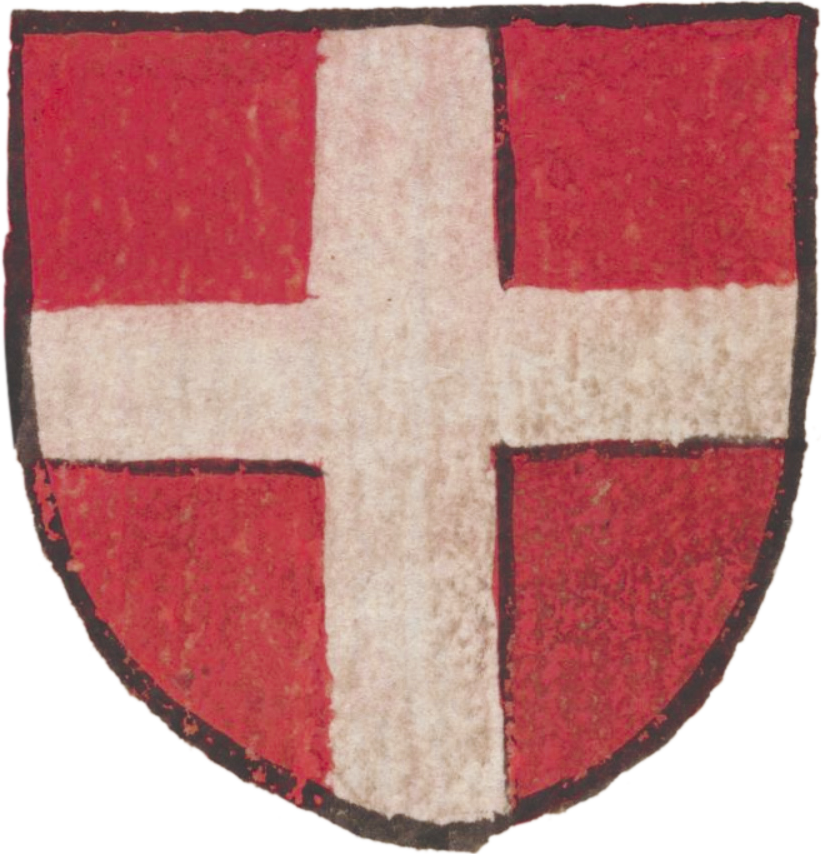
Герб«новгородський» (nowengrote). Гербовник Лінцених, 1420-30 рр.
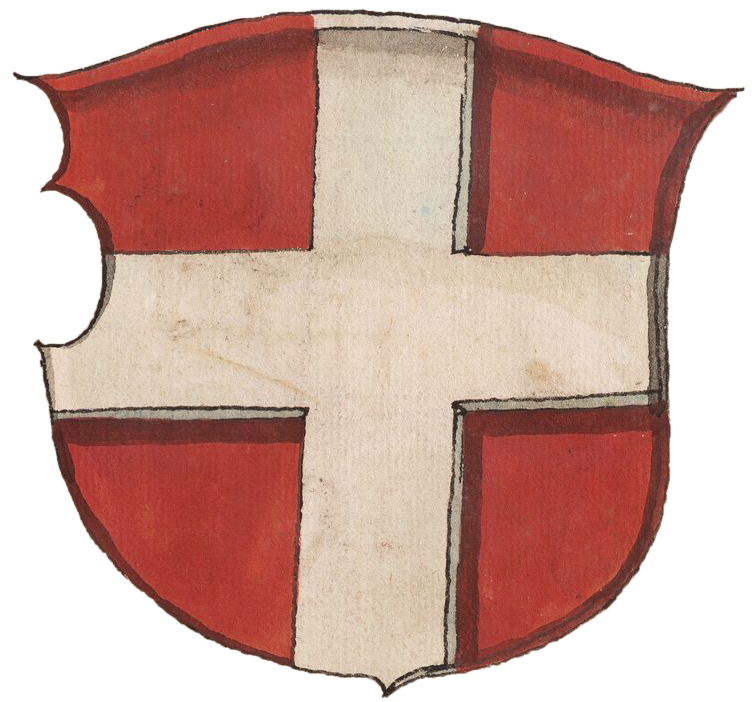
Геральдичний хрест із гербовника Stemmata Polonica, 1555
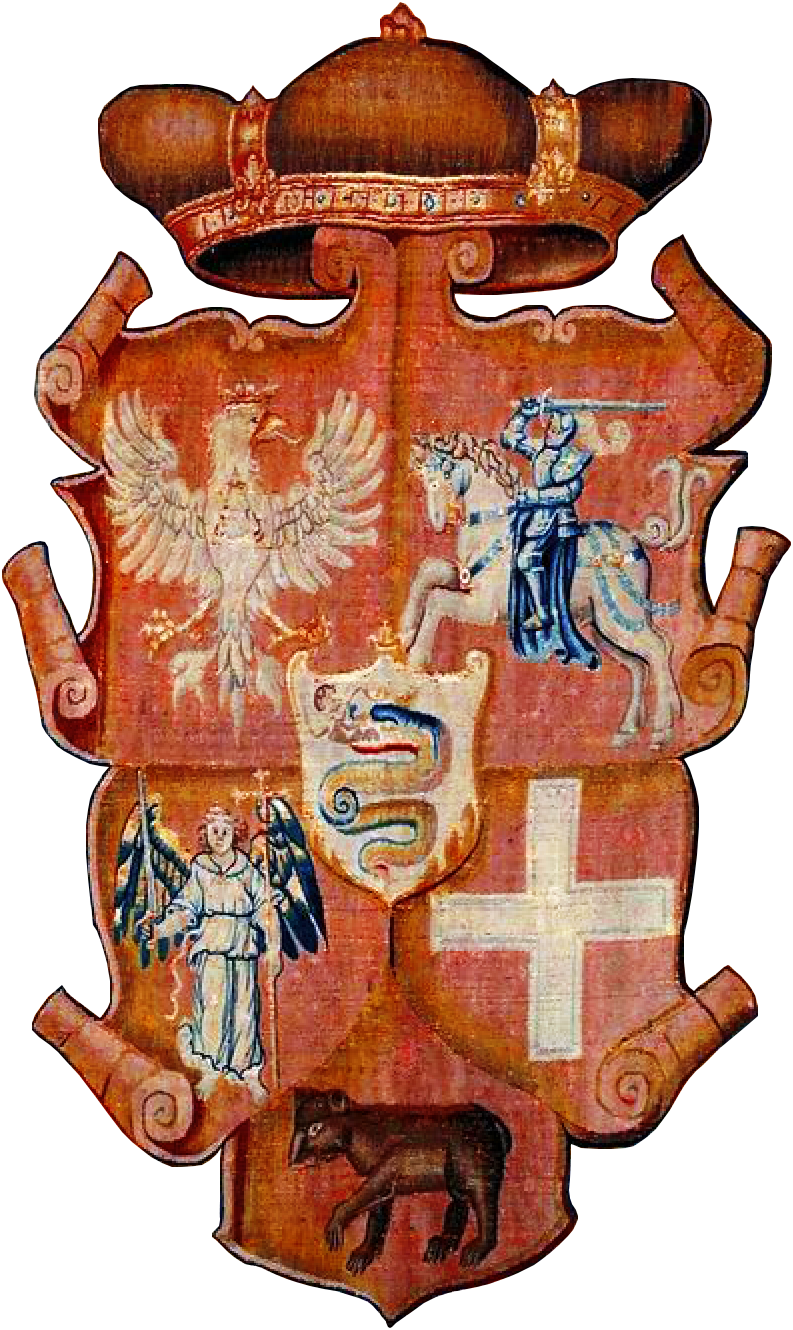
Геральдичний крест на гербі Сигізмунда-Августа, гобелен, 1548

Герб Волинського воєводства
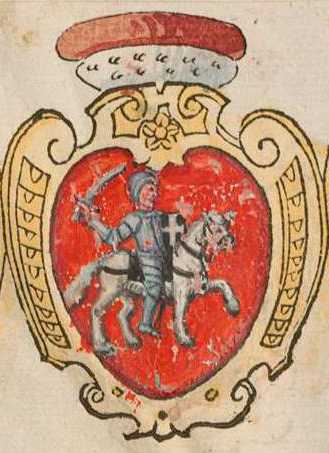
З німецького гербовника Großes Wappenbuch, до 1586
З Kronika Polska Марцина Бєльського,  1597
Печатка Луцького повіту, 1589
Печатка Володимирського повіту, 1608
Друк Волинського воєводства, 1634
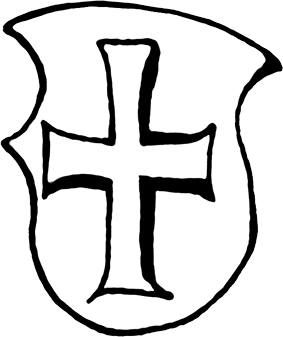
Герб із польського видання Статуту ВКЛ, 1614 р.
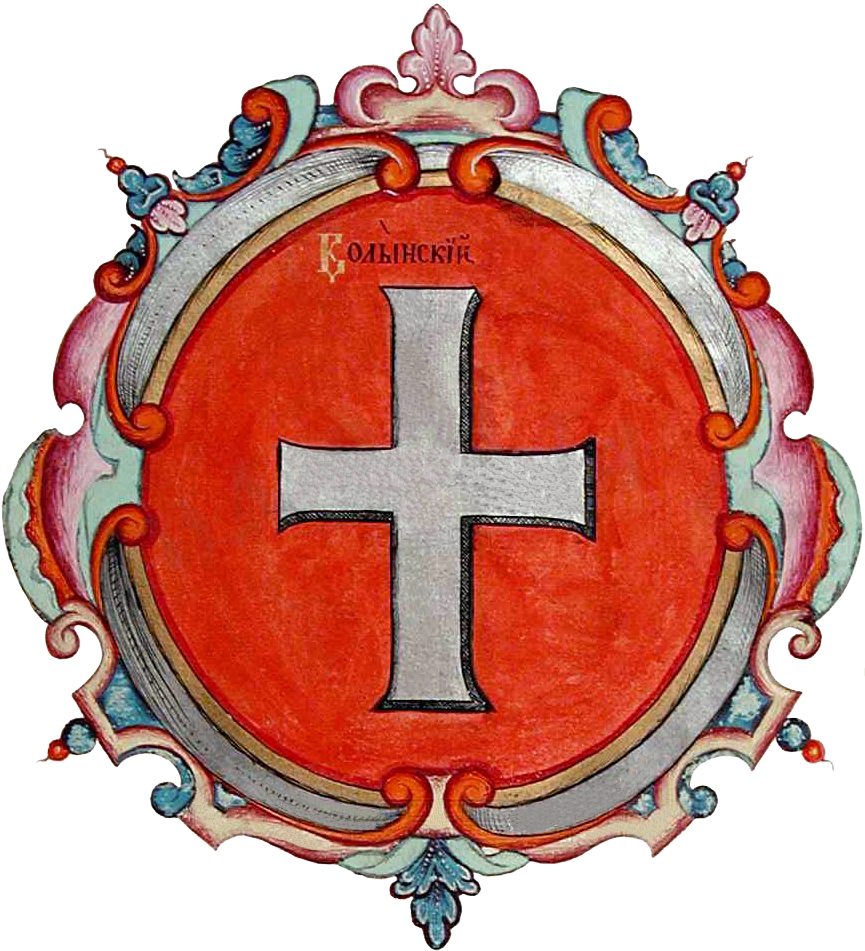
Герб Волинський з Царського титулярника, 1672
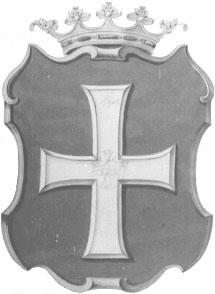
Акварельний малюнок 1720 року
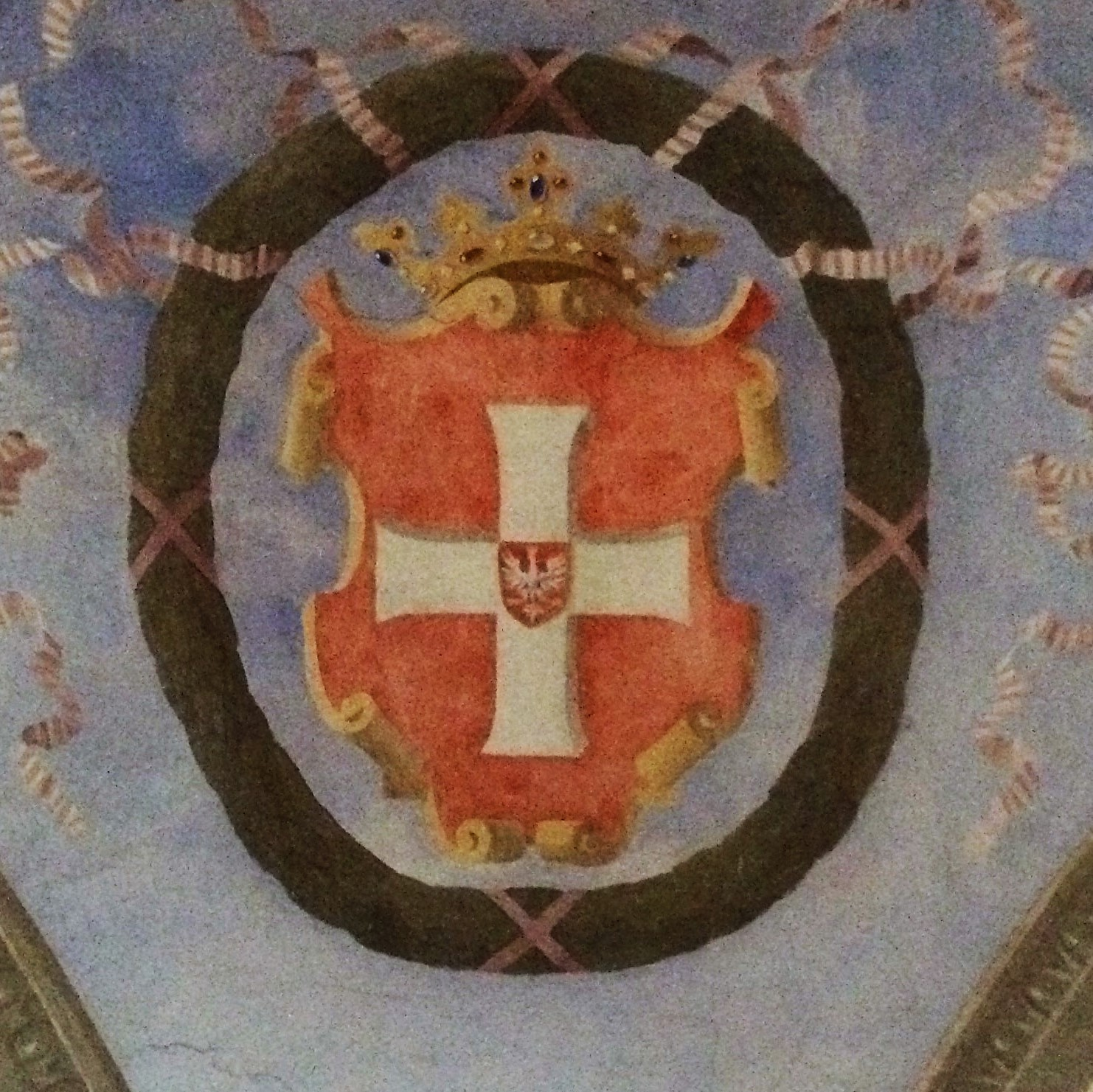
Герб у Посольській залі Королівського замку Варшави, після 1720 року
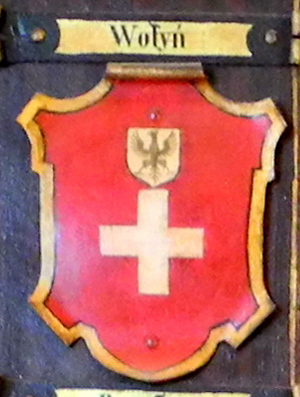
Герб воєводства з орлом на білому щитку
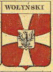
Герб із атласу 1764 року
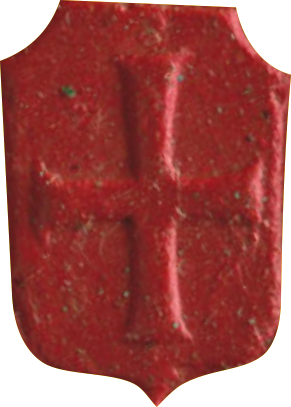
Герб з печатки Великого князя ЛитовськогоСтаніслава Августа(1764-1795)